# Got It on Me
«Got It on Me» — песня американского рэпера Pop Smoke с его посмертного дебютного студийного альбома Shoot for the Stars, Aim for the Moon (2020), а также мини-альбома For The Night (2020). Песня была написана Pop Smoke, которого звали Башар Джексон, вместе с 50 Cent, настоящее имя которого Кёртис Джексон, Дарреллом Бранчем, Дмитрием Лучко, Фредериком Перреном, Кени Сент-Льюисом и Луисом Ресто, а продюсером выступил Young Devante. Это хип-хоп композиция, интерполирующая текст песни 50 Cent «Many Men (Wish Death)».
В тексте песни Pop Smoke умоляет своих врагов о пощаде. Песня Got It on Me получила в целом положительные отзывы от музыкальных критиков, некоторые из них похвалили использование в ней припева «Many Men (Wish Death)». Песня достигла 31 места в американском чарте Billboard Hot 100 и 107 места в Billboard Global 200. Сопровождающий музыкальный видеоклип был выпущен 3 июля 2020 года и содержит ранее не публиковавшиеся кадры с участием Pop Smoke.

## История и выпуск
Песня «Got It on Me» была одной из ранних работ Pop Smoke, она была написана ещё до того, как Стивен Виктор подписал с ним контракт. Виктор назвал песню «невероятной» и отложил её для альбома. Друг Pop Smoke Rah Swish сказал, что эта песня была одной из пяти-десяти песен, которые Pop Smoke успел записать. Он сказал Swish’у, что «Got It on Me» станет « хитом», и что она выведет его «на вершину». Swish с этим не согласился, сказав, что Pop Smoke только-только выходит на сцену и что песня «слишком сильная». Продюсер песни, Young Devante, заявил, что написал бит в августе 2018 года. Один из его подписчиков сообщил ему, что Pop Smoke нашел эту песню на его канале YouTube. Young Devante описал бит песни как «бит в стиле Meek Mill» и захотел поработать с Pop Smoke в будущем. В «Got It on Me» заметно интерполирован текст сингла 50 Cent 2003 года «Many Men (Wish Death)». Это один из нескольких треков с Shoot for the Stars, Aim for the Moon, в котором использованы песни начала 2000-х годов. 50 Cent сказал, что был шокирован, когда услышал фрагмент записи Pop Smoke. Джесс Джексон добавил, что у Pop Smoke был «хриплый, басовый, выбивающийся из колеи рэп», и заявил, что рэпер звучит как 50 Cent, перепевая песню. Бенджамин Луст, A&R Republic Records, сначала признался, что у них не было файлов с вокалом Pop Smoke, и сказал, что без них песня звучала бы «причудливо», поэтому ему пришлось их разыскать. Они смогли найти записи его вокала, и Луст пришел к выводу, что с ними песня звучит гораздо лучше.
Песня была написана Pop Smoke, которого звали Башар Джексон, вместе с 50 Cent, настоящее имя которого Кёртис Джексон, Дарреллом Бранчем, Дмитрием Лучко, Фредериком Перреном, Кени Сент-Льюисом и Луисом Ресто. Мастерингом и сведением занимался Джесс Джексон, а Роуз Адамс, Сейдж Скофилд и Шон Солимар были указаны как помощники звукорежиссёра. 3 июля 2020 года песня «Got It on Me» была выпущена в качестве 17-й дорожки на дебютном посмертном студийном альбоме Pop Smoke Shoot for the Stars, Aim for the Moon.

## Музыка и текст
Вонго Окон из Uproxx описал «Got It on Me» как хип-хоп композицию. Митч Финдли из HotNewHipHop заявил, что Young Devante выбрал для песни «мрачное настроение», а также сказал, что она дополнена «жутким хоровым пением и готическими церковными колоколами». Он продолжил, написав, что «аура смерти окружает его, и баритон Pop Smoke проникновенно исполняет культовый припев 50». Дхрува Балрам из NME отметил, что «Got It on Me» «мастерски завершается тройной угрозой», и Pop Smoke «смотрит в будущее, которого у него никогда не было».
Бьянка Грейси из журнала Paper заявила, что в песне Pop Smoke «одновременно умоляет о пощаде и насмехается над своими врагами». Дэнни Шварц из Rolling Stone отметил, что в последние 30 секунд песни ритм пропадает, и «чистый голос блюзмена» Pop Smoke возвращается к хуку из «Many Men (Wish Death)»: "«Many, many, many, many, many men/Wish death 'pon me». По словам А. Д. Амороси из Variety, Pop Smoke «молится за тех, кто жаждет его крови»: «Is you ridin' or you hidin'? / If you slidin' then you own me».

## Приём и продвижение
Песня «Got It on Me» была встречена в целом положительными отзывами музыкальных критиков. Дэнни Шварц из Rolling Stone сказал, что слушать вокал Pop Smoke в последние 30 секунд песни «все равно что ходить по святой земле». А. Д. Амороси из Variety назвал песню «Got It on Me» «грандиозной», и что «её захватывающий припев — как и многие другие произведения Smoke — даёт ощущение подъёма, даже когда он прижат спиной к стене»". Дэвид Аррон Блейк из HipHopDX назвал песню «расслабляющей». Дэвид Крон из AllMusic сказал, что, хотя песня представляет собой далеко не новый совместный трек, он почувствовал «огромное удовлетворение» от того, что услышал «Many Men (Wish Death)» в треке. В менее восторженной рецензии Чарльз Лайонс-Берт из Slant Magazine отметил, что в песне Pop Smoke «упорно мчится в такт [своему] ритму, и есть короткие эпизоды, когда бойкое чувство юмора и уверенность рэпера вкладывают в такие строчки, как „Мне нужен твой номер и все“ и „Я не люблю разговоры и болтовню“ хрипловатую индивидуальность».
После выхода альбома Shoot for the Stars, Aim for the Moon песня «Got It on Me» дебютировала на 31 месте в американском чарте Billboard Hot 100. Песня также заняла 107 место в ''Billboard'' Global 200 и 15 место в американском чарте Hot R&B/Hip-Hop Songs. Она также заняла 14 место в канадском Hot 100, 40 место в Швеции, 59 место в Австралии и 82 место во Франции.
Музыкальный видеоклип на песню «Got It on Me» был выпущен на YouTube-канале Pop Smoke 3 июля 2020 года. Видео снято в чёрно-белом цвете и содержит ранее не публиковавшиеся кадры, на которых Pop Smoke работает в студии звукозаписи, гуляет по улицам со своими поклонниками и командой, а также выступает вживую. Фелсон Саджонас, написавший для Hypebeast, заявил, что видео «отражает часто жизнерадостное поведение Pop Smoke и его образ тусовщика».

## Участники записи
Информация взята из Tidal.
- Pop Smoke — вокал, автор
- 50 Cent — автор
- Даррелл Бранч — автор
- Young Devante — автор, программирование, продюсер
- Фредерик Перрен[англ.] — автор
- Кени Сент-Льюис — автор
- Луис Ресто[англ.] — автор
- Джесс Джексон[англ.] — мастеринг-инженер, инженер по сведению
- Роуз Адамс — помощник звукорежиссёра
- Сейдж Скофилд — помощник звукорежиссёра
- Шон Солимар — помощник звукорежиссёра
- Дом Мартин — запись
- Кай Миллер — запись
- Yung Ave — запись
- Пьер Рог — запись (помощник)

## Чарты
| Чарт (2020)                           | Высшая позиция |
| ------------------------------------- | -------------- |
| Австралия (ARIA)                      | 59             |
| Канада (Billboard Canadian Hot 100)   | 14             |
| Дания (Tracklisten)                   | 33             |
| Франция (SNEP)                        | 82             |
| Мир (Billboard Global 200)            | 107            |
| Исландия (Plötutíðindi)               | 16             |
| Нидерланды (Single Top 100)           | 48             |
| Португалия (AFP)                      | 86             |
| Швеция (Sverigetopplistan)            | 40             |
| Швейцария (Schweizer Hitparade)       | 52             |
| США (Billboard Hot 100)               | 31             |
| США (Billboard Hot R&B/Hip-Hop Songs) | 15             |

| Чарт (2020)                           | Позиция |
| ------------------------------------- | ------- |
| США (Billboard Hot R&B/Hip-Hop Songs) | 80      |

## Сертификации
| Регион | Сертификация | Продажи   |
| --- | ------------ | --------- |
| Австралия (ARIA) | Золотой      | 35 000    |
| Дания (IFPI Danmark) | Золотой      | 45 000    |
| Португалия (AFP) | Золотой      | 5000      |
| Великобритания (BPI) | Серебряный   | 200 000   |
| США (RIAA) | Платиновый   | 1 000 000 |
| Стриминг |              |           |
| Греция (IFPI Greece) | Золотой      | 1 000 000 |
| Швеция (GLF) | Золотой      | 4 000 000 |
| Данные о продажах + прослушиваниях приведены только на основе сертификации. · Данные только о прослушиваниях приведены на основе сертификации. |              |           |